# メイ水県 (ケイ台市)
洺水県（めいすい-けん）は中華人民共和国河北省にかつて存在した県。現在の邢台市威県北部に相当する。隋代から唐代にかけて華北地区に同名の洺水県が設置されたが、別県である。
金代に洺水鎮が昇格し洺水県が設置された。1252年にはモンゴル帝国により威州州治が設置されている。至元年間に廃止された。